# Rolmaat

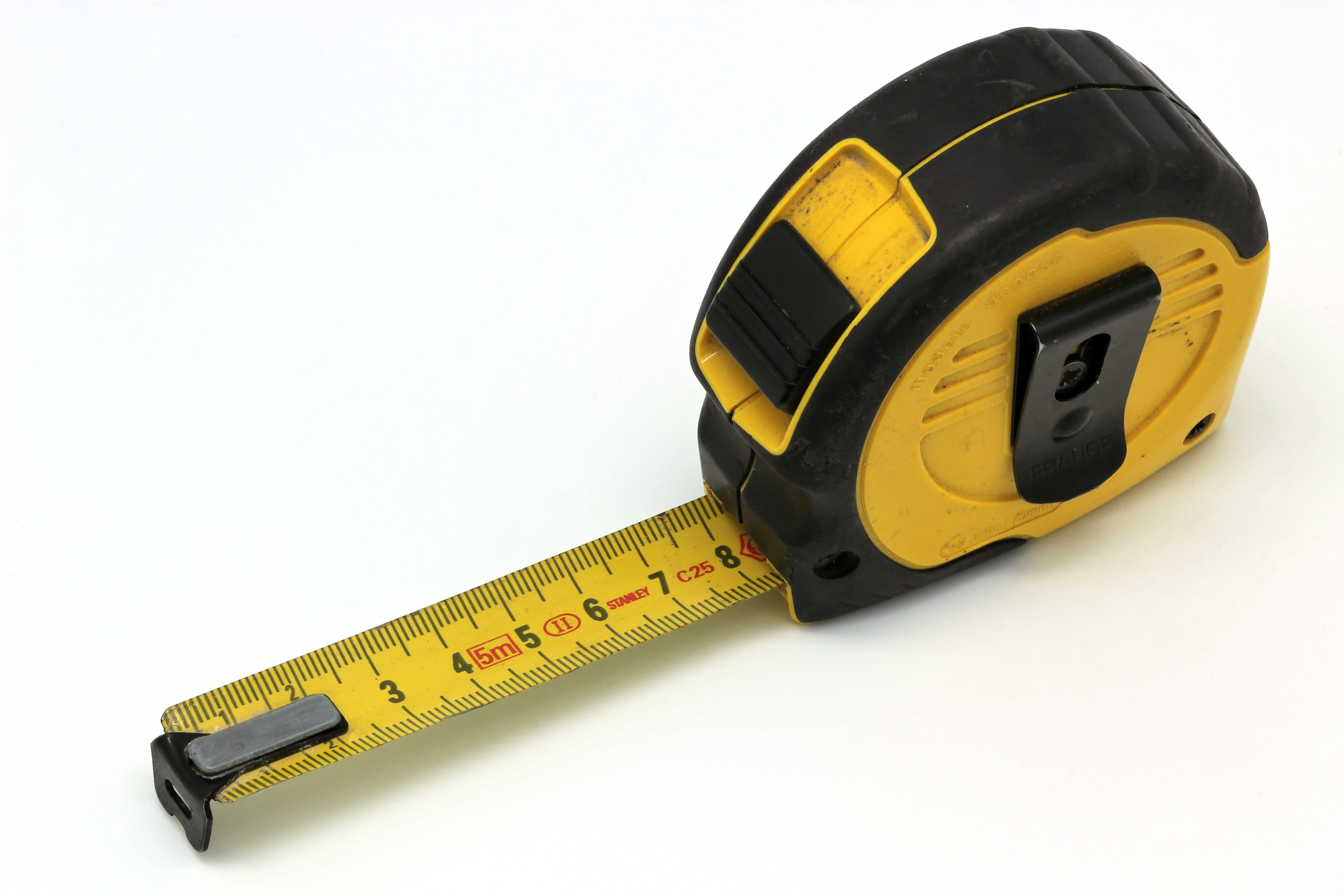
Rolmaat

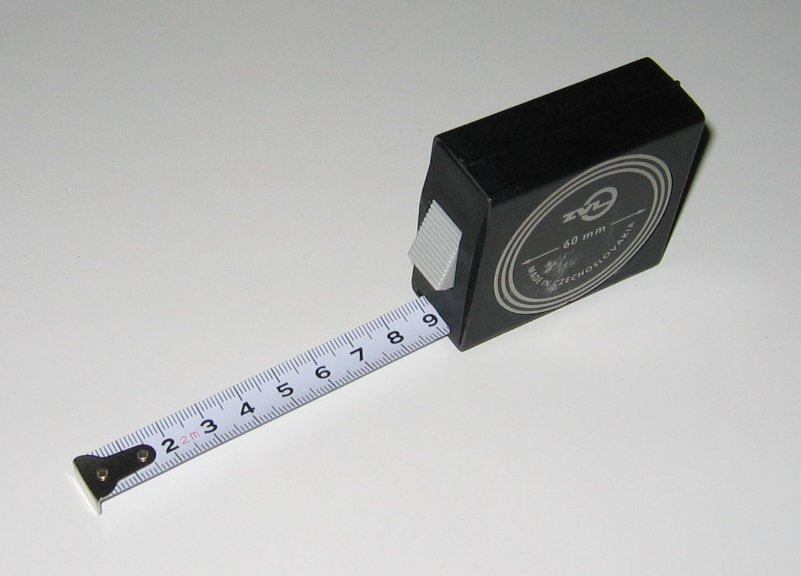
Bij het meten van binnenwerkse maten wordt de op het huis aangegeven breedte (in dit geval 60 mm) opgeteld bij de gemeten maat.

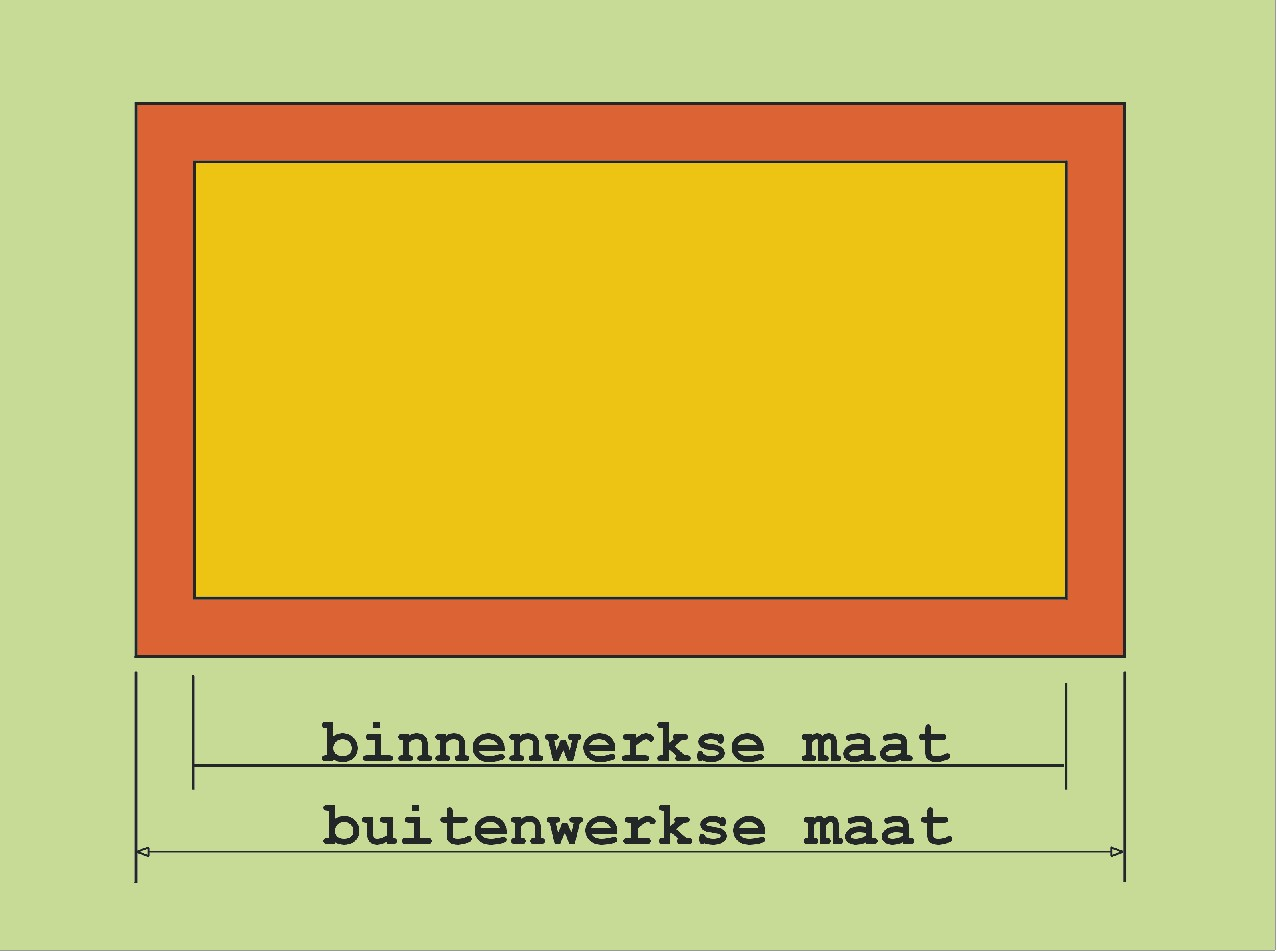
Binnenwerks en buitenwerks meten

Een rolmaat, rolmeter of rolcentimeter is een meetgereedschap dat geschikt is voor het meten van zowel buitenwerkse als binnenwerkse maten. Veel gebruikt zijn rolmaten met een lengte van 1, 2 en 3 meter, maar ze zijn ook verkrijgbaar met een lengte van 5, 8 en 10 meter.
Voor het meten van lengtes groter dan tien meter wordt dikwijls een meetband of meetlint gebruikt. Dat is een opgerolde platte band op een haspel en met behulp van een handslinger opgerold wordt.

## Werking
Rolmaten zijn voorzien van een soepele zelfoprollende meetband. Deze band is doorgaans vervaardigd van zeer dun, veerkrachtig staal. Door de vorm van de band, die gewoonlijk een holle doorsnede heeft, biedt het weerstand tegen omknikken. Verder is het roestvast of tegen roest beschermd. Bij een betere kwaliteit heeft de band meestal een speciale coating, die erg slijtvast is en lang goed afleesbaar blijft. De band die opgerold zit in een metalen of kunststof huis, is voorzien van een centimeterschaal die onderverdeeld is in millimeters. Binnenin het huis zit verder een stalen platte veer, die verbonden is aan de band. Door de band af te rollen wordt de veer 'opgewonden', de band is hierdoor zelfoprollend.
Aan het uiteinde van de band zit een haaks omgebogen lipje. Om zowel buitenwerkse als binnenwerkse maten correct te meten is dit verschuifbaar aangebracht. Door hieraan te trekken kan de band uitgetrokken worden tot zijn maximale lengte. Wanneer het lipje wordt losgelaten zal het lint automatisch worden opgerold door de veer. Het is verstandig dit altijd gecontroleerd te doen, zodat het lipje niet tegen het huis knalt en de rolmaat beschadigd wordt of het lipje kapotgaat. Met een blokkeerknop kan men het oprollen van de meetband op iedere afstand blokkeren en zo het oprollen verhinderen. Dat kan handig zijn als er vaak (ongeveer) dezelfde maat moet worden opgemeten of afgetekend.

## Nauwkeurigheid
De Europese Commissie heeft een niet-verplicht standaardisatiesysteem dat fabrikanten toelaat om hun meetinstrumenten te certificeren volgens een aantal nauwkeurigheidsklassen, getest onder voorgeschreven omstandigheden. In andere gebieden kunnen uiteraard andere normen gelden. Voor rolmeters gaat het vooral om drie klassen waarbij (onder andere) de volgende maximale afwijking over de totale rolmaatlengte moet worden behaald:
| Rolmaat Lengte | Klasse I | Klasse II | Klasse III |
| -------------- | -------- | --------- | ---------- |
| 2000           | 0.30     | 0.70      | 1.40       |
| 3000           | 0.40     | 0.90      | 1.80       |
| 5000           | 0.60     | 1.30      | 2.60       |
| 8000           | 0.90     | 1.90      | 3.80       |
| 10000          | 1.10     | 2.30      | 4.60       |

Alle maten in deze tabel zijn weergegeven in millimeter, dus een rolmaat van bijvoorbeeld 5000 millimeter lengte (zijnde 5 meter) mag over die totale lengte een maximale afwijking hebben van 1.30 millimeter als de rolmaat gecertificeerd is als Klasse II, de meest gangbare klasse. Die maximale afwijking kan zowel in positieve als negatieve zin gelden, dus de afstand die op de rolmaat wordt aangegeven, mag ietsje langer of ietsje korter zijn dan de ware afstand, maar moet binnen de maximum toegelaten afwijking van de klasse blijven om aan de certificering te voldoen.

## Gebruik
Het lipje is over een afstand ter dikte van het materiaal waar hij van is gemaakt verschuifbaar. Dat houdt verband met hoe en wat er gemeten moet worden en corrigeert de afwijking van de dikte van het lipje:
- het meten van een binnenwerkse maat: duw de band met het lipje tegen de zijkant van het object en trek de band stotend tegen de andere wand. Het lipje wordt dan "ingeschoven". Lees de maat af en tel er de breedtemaat van het huis bij op. Deze maat staat op het huis vermeld. Soms heeft het huis bovenop een afleesvenster waar direct de juiste maat bepaald kan worden.
- het meten van een buitenwerkse maat: haak het lipje achter het te meten voorwerp, trek de band zover uit als nodig is en lees de maat af. Het lipje wordt automatisch "uitgeschoven".
- het meten van een omtrek: trek de band strak om het te meten lichaam zó dat waar de band van links en van rechts elkaar ontmoeten deze strak tegen elkaar liggen. Meet de maat af bij bijvoorbeeld 10 cm (dus niet bij het lipje, dat is niet nauwkeurig) en trek dit van de aflezing af. Door de omtrek te meten bij ronde voorwerpen is het mogelijk de diameter bepalen in gevallen dat deze niet direct is op te meten, de diameter wordt gevonden door de gemeten waarde van de omtrek door 3,14 (≈ π) te delen.